# Ádám Kozák
Ádám Kozák (ur. 15 czerwca 2002) – węgierski szachista, arcymistrz od 2020 roku.

## Kariera szachowa
W 2019 roku w Tallinnie zwyciężył w mistrzostwach Europy U–18 w szachach szybkich i mistrzostwach Europy U–18 w szachach błyskawicznych. Tytuł arcymistrza otrzymał w 2020 roku, stając się najmłodszym Węgrem, któremu udało się ten tytuł zdobyć.
Był jednym z 36 europejskich graczy, którzy zakwalifikowali się do mistrzostw świata w 2021 roku, biorących udział w europejskim turnieju kwalifikacyjnym w szachach hybrydowych.
Najwyższy ranking w dotychczasowej karierze osiągnął 1 marca 2024 roku, z wynikiem 2610 punktów.